# Sinsy
Sinsy(신시, 일본어: しぃんしぃ, 영어: Singing Voice Synthesis System)는 나고야 공업대학에서 개발된 가성합성기술 및 같은 기술을 응용한 보컬 신시사이저이다. 멜로디의 데이터와 가사를 입력하는 것으로 가성을 합성할 수가 있다.

## 개요
가성을 합성하는 기술에는 그 외에도 야마하가 개발한 보컬로이드, 아퀘스트의 AquesTone이나 프리웨어인 우타우 등이 있다.
Sinsy는 합성기술에 HMM(Hidden Markov Model, 은닉 마르코프 모델)을 채용하고 있으며 적은 멜로디로도 동작하는 것이 특징. 멜로디와 가사의 입력 데이터에는 MusicXML이라는 XML 베이스의 악보 데이터를 사용한다. 공식 사이트 상에서 시스템을 공개하고 있으며 누구라도 무료로 이용 가능하다.
현행에서는 3종류의 여성 일본어 음성과 1종류의 여성과 1종류의 남성 영어 음성에 대응하고 있다.

## 같이 보기
- 나고야 공업대학
- 은닉 마르코프 모델
- 음성 합성
  - 보컬 신시사이저
- CeVIO - 스탠드얼론한 가성합성기능을 설치.